# Seanad Éireann

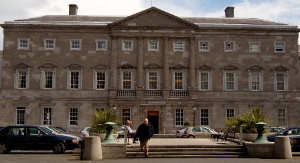
Casa Leinster, sediul Seanad-ului

Seanad Éireann (Senatul Irlandez în irlandeză, pronunțat aproximativ șanăd e-răn), sau Seanad pe scurt, este una dintre camerele parlamentului Irlandez, Oireachtas, cealaltă fiind Dáil Éireann. Senatul nu este ales direct de populație, fiind compus din 60 de membri nominalizați în diferite metode. Puterile Senatului sunt mult mai slabe decât cele a Dáil-ului (Camera Deputaților). Legile care nu sunt agreata de Senat nu pot fi blocate, doar amânate. Seanad Éireann este bazat în Casa Leinster în Dublin, capitala Irlandei.

## Compoziție
Seanad-ul este compus din 60 de membri:
- 11 nominalizați de Taoiseach (Prim Ministrul Irlandei)
- 6 nominalizați de universitățile irlandeze
  - 3 nominalizați de Universitatea Națională a Irlandei
  - 3 nominalizați de Universitatea din Dublin
- 43 aleși de cinci grupuri speciale de nominalizați, compuse din membri ai parlamentului, senatori și consilieri locali

Consituția Irlandei spune că alegerile generale pentru Senat nu pot avea loc mai târziu de 90 de zile după dizolvarea Dáil-ului. Alegerile se țin sub sistemul de reprezentare proporțională. Orice membru care este eligibil pentru a fi ales la Dáil poate să candideze și pentru Senat, deși un parlamentar nu poate să fie și membru a Dáil-ului și membru a Seanad-ului.

### Membrii celui de-al XXII-lea Seanad (2002-prezent)
| Partid                | Senatori |
| --------------------- | -------- |
| Fianna Fáil           | 29       |
| Fine Gael             | 15       |
| Independenți          | 6        |
| Partidul Laburist     | 5        |
| Democrații Progresivi | 5        |

## Senatori celebri
- Douglas Hyde
- William Butler Yeats
- Lord Glenavy
- Seamus Mallon
- Mary Robinson
- David Norris
- Garret FitzGerald
- Noel Browne
- Dr. James Ryan
- Eoin Ryan, Snr.
- Eoin Ryan, Jnr.